# Al-Suqoor Club
Al-Suqoor Club (en árabe: نادي الصقور‎) es un equipo de fútbol de Libia que juega en la Segunda División de Libia, tercera categoría de fútbol en el país.

## Historia
Fue fundado el 1 de enero de 1922 en la ciudad de Tobruk y es uno de los equipos de fútbol más viejos de Libia que todavía continúa existiendo. Es uno de los pocos equipos de Libia que ha sido ganador de algún título nacional sin ser de las ciudades de Trípoli o Bengasi al ganar la Copa de Libia en el año 1989.
A nivel internacional ha participado en un torneo continental, en la Recopa Africana 1990, en donde fue eliminado en la primera ronda por el Al-Merrikh SC de Sudán, convirtiéndose en el primer equipo de Libia en participar en un torneo internacional sin ser de las ciudades de Trípoli o Bengasi.

## Palmarés
- Copa de Libia: 1

1989

## Participación en competiciones de la CAF
| Temporada | Torneo          | Ronda | Club          | Casa | Visita | Global |
| --------- | --------------- | ----- | ------------- | ---- | ------ | ------ |
| 1990      | Recopa Africana | 1     | Al-Merrikh SC | n/p  | 0-3    | 0-3    |

## Jugadores

### Jugadores destacados
- Hamed Bader
- Osama Fathi
- Yousef El-Jarrari